# Quincy (Ohio)
Quincy – wieś w Stanach Zjednoczonych, w stanie Ohio, w hrabstwie Logan.